# Émile Hémain
Émile Hémain, né le 15 février 1902 à Rive-de-Gier et mort le 9 décembre 1987 à Lyon, est un homme politique français.

## Détail des fonctions et des mandats
Mandat parlementaire
- 9 février 1959 - 9 octobre 1962 : Député de la Loire